# Gary Hall (1974)
Gary Wayne Hall, Jr. (Cincinnati, Ohio; 26 de septiembre de 1974) es un nadador estadounidense que ha competido en los Juegos Olímpicos de 1996, 2000 y 2004, ganando en total diez medallas olímpicas (cinco de oro, tres de plata y dos de bronce). Además ha ganado medallas en dos Campeonatos Mundiales de Natación, dos Campeonatos Pan-Pacíficos de Natación y dos Juegos Panamericanos. Participó en sus primeras olimpiadas con 21 años, y en las últimas con 29, convirtiéndose en el nadador estadounidense de más edad en obtener un oro olímpico desde 1924.
En la actualidad es director del "The Race Club", club de natación de elite fundado junto a su padre (también nadador olímpico) y Director de Desarrollo de Negocio en la compañía B2D Marketing. Además asiste a actos públicos relacionados con la diabetes tipo 1, enfermedad con la que fue diagnosticado en 1999, solicitando fondos, educación y concienciación pública sobre dicha enfermedad. Es miembro del Consejo de Dirección del International Swimming Hall of Fame y del Diabetes Research Institute, y tiene una fundación (Gary Hall Jr Foundation) dedicada a actividades relacionadas con la diabetes tipo 1.

## Familiares deportistas
Su padre Gary Hall Sr. compitió en tres olimpíadas como nadador (1968, 1972 y 1976)
Su tío Charles Keating III también participó en natación en las olimpíadas de 1976.
Su abuelo materno Charles Keating Jr. fue campeón nacional en natación en la NCAA en los años 40.

## Carrera profesional

### Primeras competiciones
En 1994, Gary Hall participa en los Campeonatos Mundiales de natación de Roma, obteniendo una medalla de oro y dos de plata. Un año después, en los Juegos Panamericanos celebrados en Mar del Plata, obtiene otra medalla de oro.

### Olimpiadas de Atlanta en 1996
En sus primeras olimpíadas en 1996, Hall participó con 21 años, después de 6 años de experiencia en natación competitiva. Hall ganó dos medallas de plata individuales y dos medallas de oro en equipos de relevos, incluyendo records mundiales en 400 m en estilo libre y en cuatro estilos.

### 1996-2000
En 1998, Hall fue suspendido durante tres meses por FINA, por consumo de marihuana.
Durante ese mismo año, en los Campeonatos Mundiales de natación de Perth, obtuvo una medalla de oro y una de plata.
En 1999, se le diagnosticó diabetes de tipo 1, o diabetes juvenil. Tras el diagnóstico, meses antes de las olimpiadas de Sídney, Hall dejó de nadar durante un corto tiempo, pero volvió para competir en las pruebas de acceso al equipo olímpico de los Estados Unidos. Ahí salió ganador en 50 m estilo libre y segundo en 100 m estilo libre. En los 50 m marcó un nuevo récord para los Estados Unidos, con 21,76 segundos, superando al récord de Tom Jager diez años antes.

### Olimpiadas de Sídney en el 2000
En las Olimpíadas del 2000 Hall consiguió la medalla de oro individual en 50 m estilo libre, empatando con el también estadounidense Anthony Ervin, y ganó una medalla de oro y otra de plata en los relevos por equipos. También ganó un bronce individual por 100 m estilo libre.
Antes de las siguientes olimpíadas, en los Juegos Panamericanos de 2003 en Santo Domingo, obtuvo una medalla de bronce por 50 m libres.

### Olimpíadas de Atenas en el 2004
En el 2004, Hall volvió a ganar el oro por 50 m estilo libre. Con 29 años, Hall se convertía en el nadador olímpico estadounidense de más edad desde 1924, cuando lo fue Duke Kahanamoku. También ganó una medalla de bronce por competir en los 4 x 100 metros de relevos estilo libre.

### Pruebas para las olimpiadas del 2008
Hall intentó cualificarse para el equipo olímpico en el 2008, pero no lo consiguió al terminar en cuarto puesto en las Finales de 50 metros, en julio de 2008.

### Medallas obtenidas fuera de las olimpíadas
Campeonato Mundial de Natación
- Oro en Roma, 1994: 4 x 100 metros cuatro estilos
- Oro en Perth, 1998: 4 x 100 metros libres
- Plata en Roma, 1994: 50 metros libres
- Plata en Roma, 1994: 100 metros libres
- Plata en Perth, 1998: 4 x 100 metros cuatro estilos

Juegos Panamericanos
- Oro en Mar del Plata, 1995: 4 x 100 metros libres
- Bronce en Santo Domingo, 2003: 50 metros libres

Campeonatos Panpacíficos
- Oro en Atlanta, 1995: 50 metros libres
- Oro en Atlanta, 1995: 100 metros libres
- Oro en Atlanta, 1995: 4 x 100 metros libres
- Oro en Atlanta, 1995: 4 x 100 metros cuatro estilos
- Plata en Sídney, 1999: 50 metros libres

## The Race Club
Gary Hall, Jr. junto a su padre, Gary Hall, Sr., han fundado The Race Club; un club de natación que sirve como grupo de entrenamiento para los de nadadores más experimentados del mundo: para poder entrenar en el club hay que estar clasificado en el top 20 de nadadores mundiales durante los últimos tres años, o top 3 en el país de origen, en el último año. Algunos miembros del Race Club son Roland Mark Schoeman, Mark Foster, Ryk Neethling, Ricky Busquet y Therese Alshammar. El entrenador es Mike Bottom, que fue entrenador de Gary Hall y de Anthony Ervis antes de los juegos olímpicos de Sídney. El club tiene sus instalaciones en Islamorada, Florida.

## Reconocimientos adicionales
- Tuvo el récord estadounidense de 50 metros estilo libre.
- Ganador del Premio Humanitario en los Golden Goggle Awards 2004.